# I liga czeska w rugby (2011/2012)
I liga czeska w rugby (2011/2012) – dziewiętnasta edycja drugiej klasy rozgrywkowej w rugby union w Czechach. Zawody odbywały się w dniach 17 września 2011 – 27 maja 2012 roku.

## System rozgrywek
W lipcu 2011 roku Česká rugbyová unie ogłosił system rozgrywek na dwa kolejne sezony. Jego wprowadzenie argumentowane było chęcią podniesienia jakości czeskiego rugby.
Rozgrywki ligowe prowadzone są dla siedmiu uczestniczących drużyn w pierwszej fazie systemem kołowym według modelu dwurundowego w okresie jesień-wiosna, przy czym w każdej kolejce jedna z drużyn pauzuje. Druga faza rozgrywek obejmuje mecze systemem pucharowym: czołowe cztery drużyny rozegrają spotkania o mistrzostwo I ligi. Zarówno półfinały, jak i finał będą rozgrywane w formie jednego meczu na boisku drużyny, która po rundzie zasadniczej była wyżej sklasyfikowana. Nowa formuła nie przewiduje awansów do pierwszej klasy rozgrywkowej, bowiem w kolejnym sezonie Extraliga ma liczyć sześć zespołów.

## Drużyny
| Klub                    | Miasto                 |
| ----------------------- | ---------------------- |
| RC Slovan Bratysława    | Bratysława             |
| RC Brno Bystrc          | Brno                   |
| TJ Sokol Mariánské Hory | Mariánské Hory–Ostrawa |
| RC Olomouc              | Ołomuniec              |
| RK Petrovice            | Petrovice, Praga 10    |
| RC Přelouč              | Přelouč                |
| RC Zlín                 | Zlin                   |

## Mecze
| Nr            | Data          | Mecz                                        | Wynik         |               | Nr            | Data                                        | Mecz          | Wynik |
| I. kolejka    | I. kolejka    | I. kolejka                                  | I. kolejka    | II. kolejka   | II. kolejka   | II. kolejka                                 | II. kolejka   |       |
| ------------- | ------------- | ------------------------------------------- | ------------- | ------------- | ------------- | ------------------------------------------- | ------------- | ----- |
| 1             | 18.9.         | RC Olomouc – RC Přelouč                     | 17:24         | 4             | 25.9.         | 1. RC Slovan Bratislava – SR Mariánské Hory | 14:18         |       |
| 2             | 18.9.         | RC Brno Bystrc – 1. RC Slovan Bratislava    | 62:08         | 5             | 25.9.         | RC Přelouč – RC Brno Bystrc                 | 40:31         |       |
| 3             | 17.9.         | SR Mariánské Hory – RC Zlín                 | 29:07         | 6             | 25.9.         | RK Petrovice – RC Olomouc                   | 27:27         |       |
| III. kolejka  | III. kolejka  | III. kolejka                                | III. kolejka  | IV. kolejka   | IV. kolejka   | IV. kolejka                                 | IV. kolejka   |       |
| 7             | 2.10.         | RC Brno Bystrc – RK Petrovice               | 27:05         | 10            | 9.10.         | RC Přelouč – RC Zlín                        | 29:07         |       |
| 8             | 2.10.         | SR Mariánské Hory – RC Přelouč              | 10:17         | 11            | 8.10.         | RK Petrovice – SR Mariánské Hory            | 31:22         |       |
| 9             | 1.10.         | RC Zlín – 1. RC Slovan Bratislava           | 48:11         | 12            | 5.11.         | RC Olomouc – RC Brno Bystrc                 | 12:28         |       |
| V. kolejka    | V. kolejka    | V. kolejka                                  | V. kolejka    | VI. kolejka   | VI. kolejka   | VI. kolejka                                 | VI. kolejka   |       |
| 13            | 22.10.        | SR Mariánské Hory – RC Olomouc              | 19:45         | 16            | 30.10.        | RK Petrovice – 1. RC Slovan Bratislava      | 61:12         |       |
| 14            | 23.10.        | RC Zlín – RK Petrovice                      | 18:12         | 17            | 29.10.        | RC Olomouc – RC Zlín                        | 34:17         |       |
| 15            | 22.10.        | 1. RC Slovan Bratislava – RC Přelouč        | 33:35         | 18            | 28.10.        | RC Brno Bystrc – SR Mariánské Hory          | 38:07         |       |
| VII. kolejka  | VII. kolejka  | VII. kolejka                                | VII. kolejka  | VIII. kolejka | VIII. kolejka | VIII. kolejka                               | VIII. kolejka |       |
| 19            | 1.4.          | RC Zlín – RC Brno Bystrc                    | 07:78         | 22            | 8.4.          | RC Přelouč – RC Olomouc                     | 34:16         |       |
| 20            | 1.4.          | 1. RC Slovan Bratislava – RC Olomouc        | 43:00         | 23            | 8.4.          | 1. RC Slovan Bratislava – RC Brno Bystrc    | 31:27         |       |
| 21            | 1.4.          | RC Přelouč – RK Petrovice                   | 13:00         | 24            | 8.4.          | RC Zlín – SR Mariánské Hory                 | 16:23         |       |
| IX. kolejka   | IX. kolejka   | IX. kolejka                                 | IX. kolejka   | X. kolejka    | X. kolejka    | X. kolejka                                  | X. kolejka    |       |
| 25            | 15.4.         | SR Mariánské Hory – 1. RC Slovan Bratislava | 06:14         | 28            | 22.4.         | RK Petrovice – RC Brno Bystrc               | 31:08         |       |
| 26            | 15.4.         | RC Brno Bystrc – RC Přelouč                 | 22:18         | 29            | 22.4.         | RC Přelouč – SR Mariánské Hory              | 12:12         |       |
| 27            | 14.4.         | RC Olomouc – RK Petrovice                   | 07:17         | 30            | 22.4.         | 1. RC Slovan Bratislava – RC Zlín           | 26:14         |       |
| XI. kolejka   | XI. kolejka   | XI. kolejka                                 | XI. kolejka   | XII. kolejka  | XII. kolejka  | XII. kolejka                                | XII. kolejka  |       |
| 31            | 6.5.          | RC Zlín – RC Přelouč                        | 11:38         | 34            | 12.5.         | RC Olomouc – SR Mariánské Hory              | 12:15         |       |
| 32            | 6.5.          | SR Mariánské Hory – RK Petrovice            | 17:20         | 35            | 13.5.         | RK Petrovice – RC Zlín                      | 41:00         |       |
| 33            | 6.5.          | RC Brno Bystrc – RC Olomouc                 | 61:07         | 36            | 13.5.         | RC Přelouč – 1. RC Slovan Bratislava        | 10:05         |       |
| XIII. kolejka | XIII. kolejka | XIII. kolejka                               | XIII. kolejka | XIV. kolejka  | XIV. kolejka  | XIV. kolejka                                | XIV. kolejka  |       |
| 37            | 20.5.         | 1. RC Slovan Bratislava – RK Petrovice      | 45:12         | 40            | 27.5.         | RC Brno Bystrc – RC Zlín                    | 43:07         |       |
| 38            | 20.5.         | RC Zlín – RC Olomouc                        | 29:05         | 41            | 27.5.         | RC Olomouc – 1. RC Slovan Bratislava        | 20:34         |       |
| 39            | 20.5.         | SR Mariánské Hory – RC Brno Bystrc          | 16:37         | 42            | 27.5.         | RK Petrovice – RC Přelouč                   | 32:24         |       |